# Julius Brück
Julius Brück (Nagykőrös, Hongria, 15 de març de 1859 - 1909) compositor hongarès del Romanticisme.
Va ser professor del Conservatori de Debrecen i va publicar diverses obres per a piano (estudis, fugues i altres composicions destinades principalment a l'ensenyança), set volums de danses hongareses a quatre mans, rapsòdies, impromptus, tres quartets, diverses peces per a violoncel i diverses obres de teoria musical.